# Mitología clásica (libro)
Mitología clásica es una obra sobre mitología griega y romana escrita en 1975 por el latinista español Antonio Ruiz de Elvira Prieto.

## Contenido
Obra de referencia sobre mitología clásica, representa el trabajo culmen de su autor, que invirtió quince años en su elaboración. Realiza un exhaustivo análisis y una completa clasificación del vasto universo de los mitos y leyendas de la Antigüedad clásica. A partir de diferentes fuentes mitográficas la obra ofrece una panorámica general y detallada de la materia, siguiendo criterios clasificatorios tanto geográficos como cronológicos.